# جارلز هنري هاردن
جارلز هنري هاردن (بالإنجليزية Charles Henry Hardin) كان سياسيا أمريكيا ينتمي إلى الحزب الديمقراطي ولد جارلز هنري هاردن في 15 تموز - يوليو من سنة 1820 في مقاطعة تريمبل بولاية كنتاكي تخرج جارلز هنري هاردن في سنة 1840 من جامعة ميامي وحصل كذلك على درجة دكتوراه في القانون من كلية وليام جيويل في سنة 1890. كان هاردن الحاكم رقم 22 على ولاية ميسوري ما بين عامي 1875 إلى عام 1877. توفي جارلز هنري هاردن في 29 تموز - يوليو من سنة 1892 في مدينة المكسيك بولاية ميسوري الأمريكية.